# Vince Fong
Vincent Karchi "Vince" Fong, född 24 oktober 1979 i Bakersfield i Kalifornien, är en amerikansk politiker (republikan). Han är ledamot av USA:s representanthus sedan 2024.
Fong gick i skola i West High School i Bakersfield och utexaminerades 2001 från University of California, Los Angeles. År 2003 avlade han MPA-examen vid Princeton University.
Fong vann fyllnadsvalet till USA:s representanthus i maj 2024 som hölls efter att Kevin McCarthy hade avgått som representanthusledamot den 31 december 2023.